# KissSalis Therme

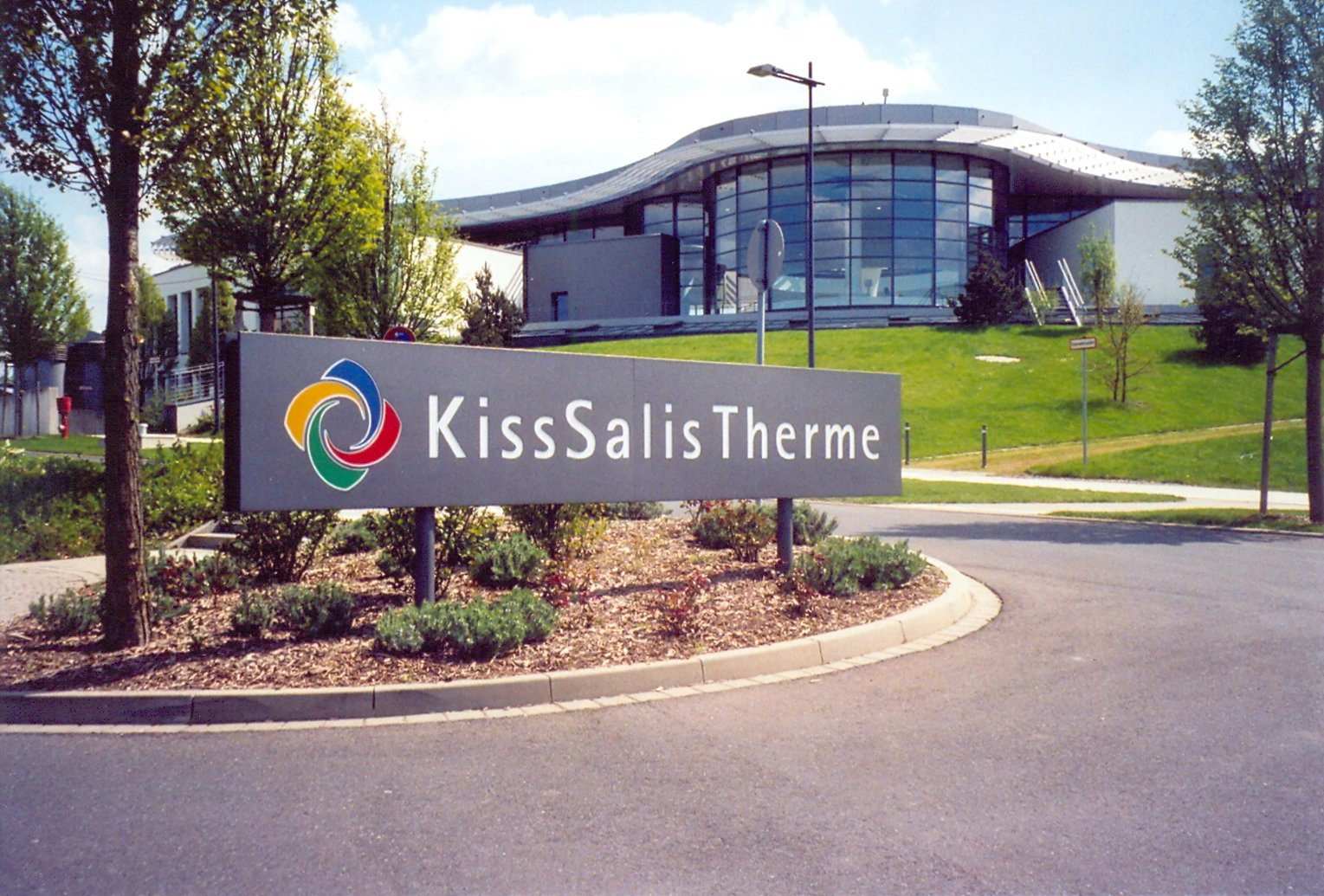
KissSalis Therme

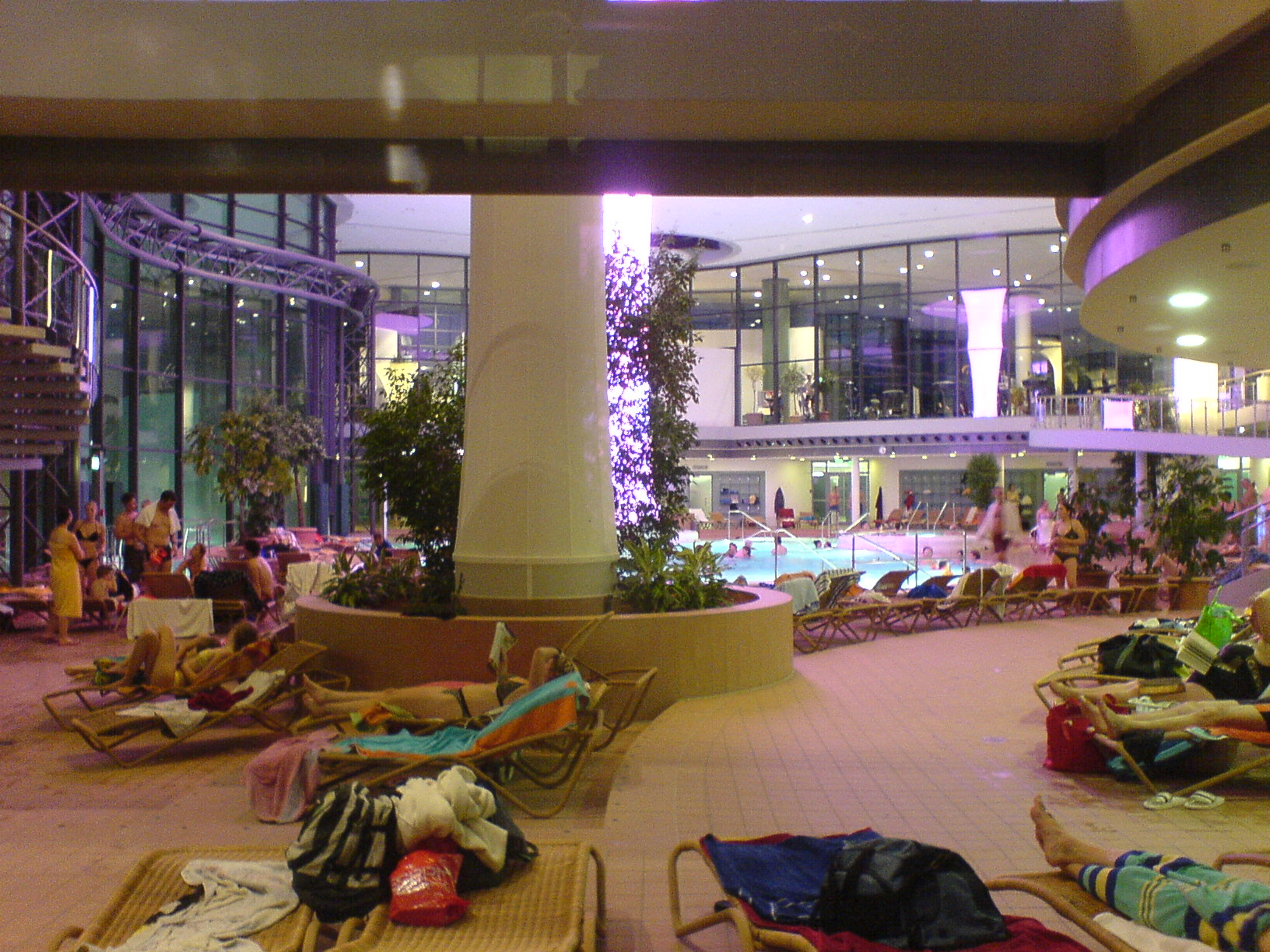
Innenansicht der KissSalis Therme

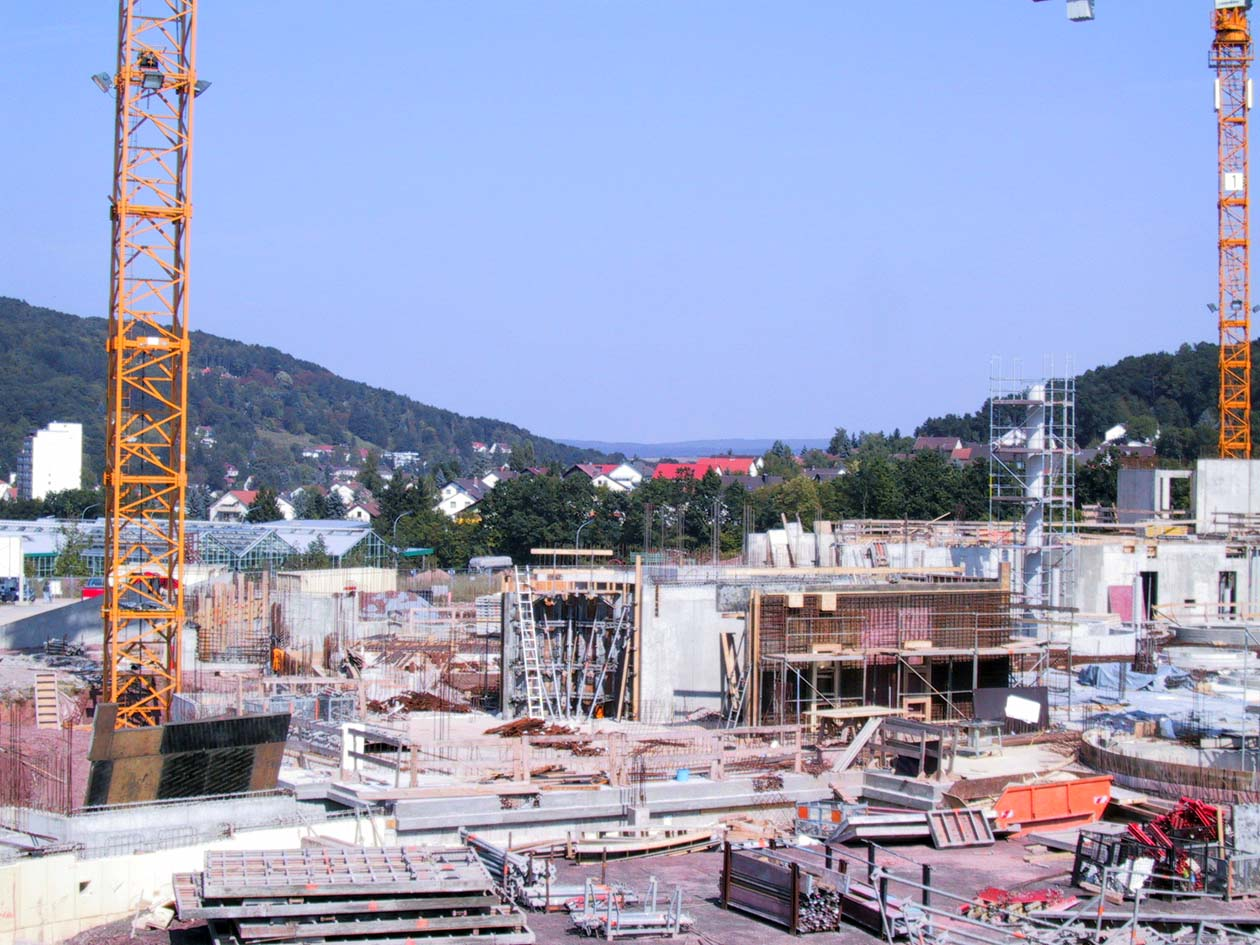
Baustelle der KissSalis Therme, 2002

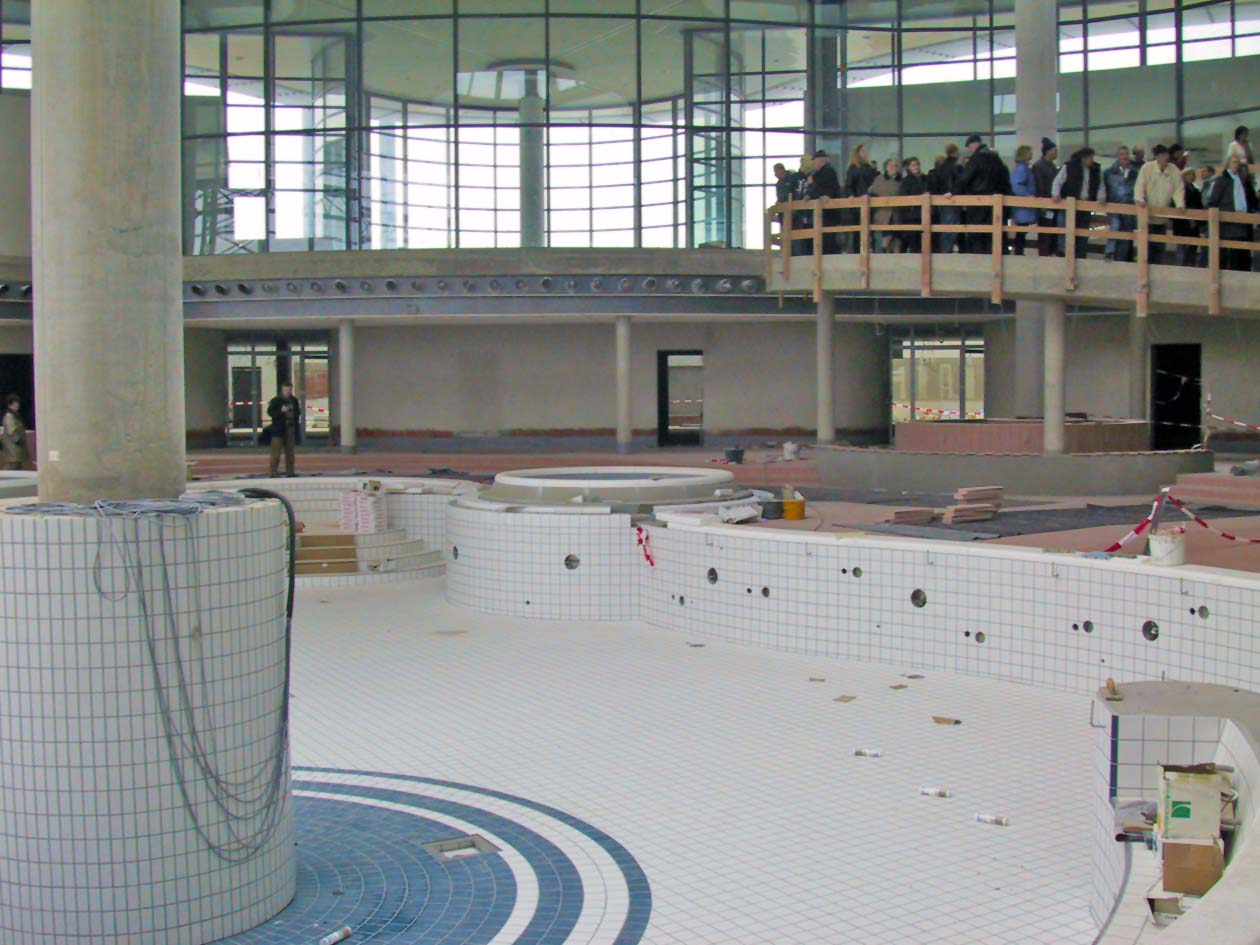
Baustellenführung im Innenbereich, 2003

Die KissSalis Therme ist ein 2004 eröffnetes Thermalbad in Bad Kissingen-Garitz in Unterfranken, Bayern.

## Geschichte und Allgemeines
Die KissSalis Therme wurde nach dem ersten Spatenstich am 3. Mai 2001 durch Oberbürgermeister Christian Zoll bis 2004 nach Plänen der Architekten Kenéz + Jaeger erbaut, die Ingenieurbauten wurden von Kersken + Kirchner GmbH Beratende Ingenieure VBI ausgeführt. Die Baukosten betrugen insgesamt 39 Millionen Euro.
Am 28. Februar 2004 wurde die Therme eröffnet.
Seit April 2009 gibt es zudem direkt an der Therme einen Wohnmobilstellplatz. 2010 wurde der SaunaPark um eine große Aufgusssauna sowie einen neuen Ruhe- und Loungebereich erweitert. Im Juli  2011 wurde das KissSalis Bistro im Foyer modernisiert.
Die Therme wird betrieben von der KissSalis Betriebsgesellschaft mbH. Inhaber der Immobilie ist die Stadtwerke Bad Kissingen GmbH.
Die Betriebsfläche beträgt 7000 m².

## Name
Die Bezeichnung geht auf den damaligen Kissinger Stadtrat Johannes R. Köhler zurück, der die Inschrift auf einer historischen Porzellaneule als Grundlage nahm: „In Aquis Kissingen salus“, was übersetzt bedeutet, „In den Wassern Kissingens ist Heil“. Die daraus verwendeten Silben, Kiss (=Kissingen), sal (=salus) und is (=Aquis) ergeben den Namen KissSalis Therme.

## Themenbereiche

### ThermenLandschaft
Die ThermenLandschaft verfügt über 1000 m² Wasserfläche, verteilt auf Innen- und Außenbecken mit Temperaturen zwischen 32 und 35 °C und vielen Wasserattraktionen. Zusätzlich werden Kneipptretbecken, ein Heißbecken (38 °C) und ein Kaltbecken (18 °C) für wechselwarmes Baden angeboten. Ein Soleintensivbecken mit 6–8 % Salzgehalt rundet das Wasserangebot ab. Auf der Galerie befinden sich ein Glasdampfbad, eine Soleinhalation, eine Natur-Moor-Anwendung und eine Sonneninsel.

### SaunaPark
Der SaunaPark verfügt über 750 m² Innenfläche und einen Saunagarten. Im Innenbereich stehen eine Ruhesauna (90 °C), ein Planetarium (40 °C), ein Steindampfbad (50–55 °C), ein Sanarium (55–60 °C), ein Aromadampfbad (45–48 °C) und verschiedene Abkühlbereiche bereit. Im Saunagarten gibt es vier finnische Holzsaunen, eine Erdsauna (85–90 °C), eine Loftsauna (80–85 °C), eine Panoramasauna (70–75 °C) und seit 2010 die Gartensauna (85 °C).

## Das Thermalwasser
Das Heilwasser der KissSalis Therme entspringt dem so genannten Schönbornsprudel. Es zeichnet sich durch eine 12-mal höhere Mineralstoffkonzentration als die Mindestanforderungen für Heilbrunnen aus.